# Alstroemeria stenophylla
Alstroemeria stenophylla es una especie de planta perenne de las alstroemeriáceas.Fue descrita por primera vez por M.C.Assis en 2004. Alstroemeria stenophylla pertenece al género Alstroemeria y a la familia Alstroemeriaceae.

## Distribución
Es endémica del sureste de Brasil, especialmente descrito en los estados de Minas Gerais y Goiás. Es un geófito tuberoso y crece principalmente en las sabanas del bioma tropical estacionalmente seco. Se encuentra en los afloramientos rocosos y en el borde del bosque ribereño.

## Descripción
Es una planta de 0,2 a 0,7 metros (7,9 a 27,6 plg) de altura que florece de marzo a mayo y produce fruto en mayo. Se caracteriza por tener hojas estrechas lineal o lanceoladas concentradas en la región distal del tallo vegetativo que es cilíndrico y por tener tépalos internos con manchas color rubí. La flor son similares a la de la especie simpátrica Alstroemeria gardneri, del que se diferencia por tener hojas coriáceas elípticas u obovadas.

## Taxonomía
Alstroemeria stenophylla fue descrita por Marta Camargo de Assis, y publicado en la revista Novon 14: 17.
Etimología
Alstroemeria: nombre genérico que fue nombrado en honor del botánico sueco barón Clas Alströmer (Claus von Alstroemer) por su amigo Carlos Linneo.
stenophylla: epíteto que hace referencia a la morfología de las hojas.